# Azure A
Azure A, também chamado de cloreto de azure A, é um composto orgânico, um corante com a fórmula química C14H14ClN3S. É um corante que varia em coloração nas suas aplicações de azul brilhante ao azul escuro. É usado como um teste de rastreio para mucopolissacarídeos.